# 莫伊兰城堡

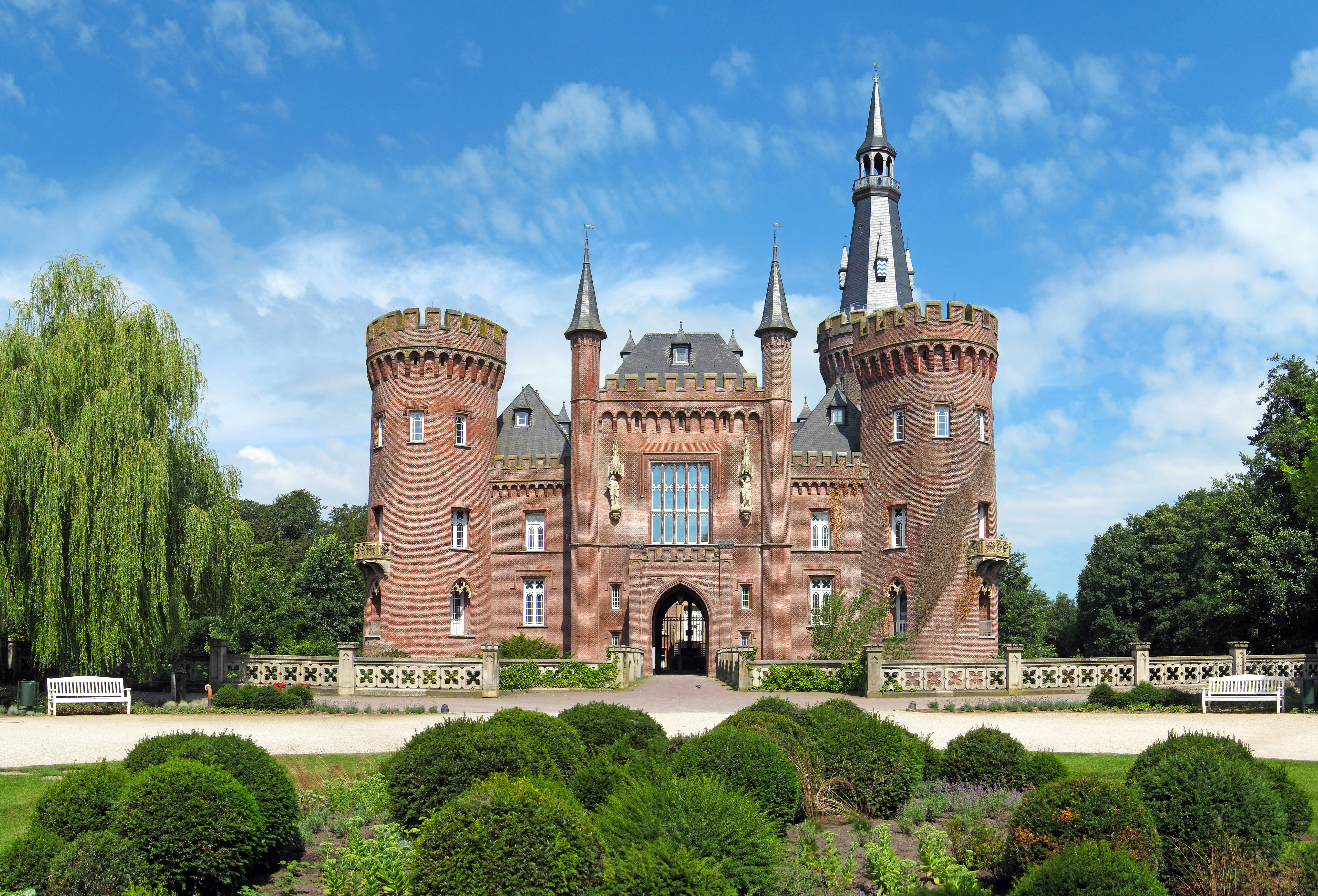
莫伊兰城堡

莫伊兰城堡是德国北莱茵-威斯特法伦州贝德堡豪的一个环水城堡，为北莱茵-威斯特法伦州最重要的新哥特式建筑之一。它的名字源于荷兰语，意思为“美丽之地”。
如今城堡里有一个博物馆，包括范德格林滕（van der Grinten）兄弟收藏的大量现代艺术品。城堡也是莱茵河下游一个受欢迎的旅游胜地。

## 描述
城堡建筑群由一个封闭的有四个塔台的主楼，以及一些农场建筑组成。